# Exposition d'art français de Barcelone
 (mars 2021).
Si vous disposez d'ouvrages ou d'articles de référence ou si vous connaissez des sites web de qualité traitant du thème abordé ici, merci de compléter l'article en donnant les références utiles à sa vérifiabilité et en les liant à la section « Notes et références ».
L'Exposition d'art français est une exposition artistique qui se tient du 23 avril 1917 au 1er juillet suivant au palais des Beaux-Arts (en) de Barcelone, en Espagne. Organisée par Ambroise Vollard, elle présente 1 458 œuvres impressionnistes, symbolistes et fauves provenant du regroupement des Salons parisiens interrompus par la Première Guerre mondiale, parmi lesquels le Salon d'automne.